# Classics (album Ery)
Classics – piąty album Ery wydany w 2009 roku.
W piątym utworze "Bach + Ritus Pacis + Concerto No 3" w znacznej części utworu możemy usłyszeć głos Jana Pawła II nagrany do utworu "Ritus pacis - Domine Iesu Christe, qui dixisti apostolis tuis", który można znaleźć na albumie A Hymn For The World.

## Lista utworów
Opracowano na podstawie materiału źródłowego.
1. "Caccini + Redemption + Ave Maria"
2. "Vivaldi + Sunset Drive + Sping / Four Seasons"
3. "Verdi + Arising Force + Nabucco"
4. "Verdi + The Chosen Path + La Forza del Destino"
5. "Bach + Ritus Pacis + Concerto No 3"
6. "Malher + Adagieto + 5th Symphony"
7. "Haendel + Dark Wonders + Sarabande & Ombra Mai Fu"
8. "Vivaldi + Winds of Hope + Winter / Four Seasons"
9. "Levi + Sombre Day"
10. "Barber + Adagio for Strings"

## Notowania
| Lista               | Kraj       | Pozycja | Status          |
| ------------------- | ---------- | ------- | --------------- |
| SNEP                | Francja    | 3       | platynowa płyta |
| Schweizer Hitparade | Szwajcaria | 27      |                 |